# 소인 (전설)
소인 (小人)은 세계 각지의 민속이나 전설에 등장하는 소형의 인간, 또는 인간에 가까운 용모를 가진 신이나 정령, 요정 등을 가리킨다. 난쟁이로 기록되기도 한다.

## 전승·전설의 소인
일본 신화에서는 스크나비코나, 또 아이누 신화에서는 코로폭크루가 전설 상에 나타나는 소인의 존재로서 유명하다.
고대 중국의 전설 상의 이국의 하나에 소인이 있어, 소인국 혹은 소인섬에 살고 있다고 여겨진다.

## 설화·이야기의 소인
일본의 옛날 이야기, 설화 문학에는 일촌 법사 ('오토기조시') 등, 소인이 주인공으로서 등장하는 것이 있다. 많은 경우, 결말이나 그 이전의 전개에서 몸이 커지는 (오토기조시에서는 '집에서의 작은 망치'를 사용해, 키가 커지고 있다). '다케토리 모노가타리'의 가구점공주도 대나무 중에서 찾아내 나왔을 때는, 3치수 뿐인 작은 여자 아이였다고 묘사되고 있지만, 대나무로부터 나온 다음은 성장을 하고 있다.
'그림 동화' 등에도 백설공주를 집에 살게 해 주는 등장 인물로서 숲에 사는 난쟁이 (Sieben Zwerge, 드워프)가 등장하고 있다.
아일랜드의 작가 조나단 스위프트에 의한 소설 '걸리버 여행기'에 등장하는 소인의 나라 '릴리펏' (Lilliput)의 거주자는 널리 알려지고 있다. 서구의 판타지 작품 등에서는 '릴리펏'이라는 명칭으로 소인이 등장하기도 하고 있다.

## 요정으로서의 소인
서구에 전해지는 페어리 (fairy)에는 여러 가지 종류의 모습이 있지만, 그 하나로서 '극히 작은 요정' '소요정' (Diminutive fairies)이라는 것이 있어, 꽃과 버섯 위를 탈 정도로의 크기를 하고 있다. 잉글랜드에서는 그러한 작은 요정을 엘프 (Elves)라고 부르고 있어 세익스피어의 '한여름 밤의 꿈'에서는 '작은 엘프들'이라는 불리는 방법을 볼 수 있다. 잉글랜드 콘월주에서는 '콘월의 작은 사람' (Small people of Cornwall), 아일랜드에서는 레프라혼 (Leprechaun), 독일 등에서는 드워프 (Dwarf), 스칸디나비아반도에서는 트롤 (Troll)이 소인으로서 전해지고 있다.
판타지 작품 등에서는, 드워프 (Dwarves)나 놈 (Gnome)은 일꾼으로 인간에 우호적인 소인의 일족으로서 등장하고 있다.

## 실재로서의 소인
인도네시아의 플로레스섬에서 2004년에 발굴된 1만3000년~3만8000년 전의 성인이라고 생각되는 유골 7체로부터, 지금까지 알려지지 않은 신장 1미터 전후의 골격이 발견되어, 호모 플로레시엔시스 (Homo floresiensis, 흐로레스인)라고 이름 붙여지고 있다. 다만 실재한 신종의 인류인지, 소인증의 인류의 골격이었는지 학자 간에서도 의견이 나뉘고 있다. 실재한 신종의 인류이었다면, 전설로서 말해져 온 소인족은 고대 어느 지역에 실재하고 있던 가능성이 있어, 그것이 전승으로서 남아 있던 가능성도 있다고 말할 수 있다.

## 같이 보기
소인
- 코로폭크루
- 소인 (중국의 전설)
- 페어리
- 엘프
- 한센병 콘
- 드워프
- 놈
- 메네후네 (Menehune) 하와이에 전해진다.
- 호빗 ('반지의 제왕')
- 릴리펏 ('걸리버 여행기')

그 외
- 슈린카 (픽션) 인간이 극단적으로 작게 변신해 버리는 것.
- 피그미
- 개여자
- 작은 아저씨